# Kościół Świętych Apostołów Piotra i Pawła w Kraszewicach
Kościół Świętych Apostołów Piotra i Pawła – rzymskokatolicki kościół parafialny należący do parafii pod tym samym wezwaniem (dekanat Grabów diecezji kaliskiej).
Jest to świątynia wzniesiona w latach 1882–1888 zapewne według projektu architekta Józefa Chrzanowskiego na miejscu wcześniejszego, drewnianego kościoła wybudowanego w 1787 roku. Konsekrowana została 10 maja 1909 roku. W 1934 roku zostały zaobserwowane pierwsze pęknięcia ścian wzdłużnych świątyni. W 2 połowie XX wieku zostały wycięte otaczające świątynię drzewa z powodu naruszania przez nie konstrukcji fundamentów oraz zostało wymienione oszklenie okien. W 2001 roku został przeprowadzony remont organów. W 2002 roku została wykonana dokumentacja geotechniczna oraz projekt zabezpieczenia ścian świątyni przed dalszym pękaniem. W 2004 roku zostało wymienione cynkowe pokrycie dachu na blachę miedzianą.
Budowla jest neogotycka, murowana, wzniesiona z cegły, orientowana. Fasadą skierowana jest w stronę północno-wschodnią, natomiast prezbiterium w stronę południowo-zachodnią. Do trzynawowego korpusu jest dobudowana od strony północnej wysoka wieża, z kolei od strony południowej jest umieszczone węższe, czworokątnie zamknięte prezbiterium. Od strony wschodniej do prezbiterium jest dostawiona na planie kwadratu otwarta na wschodnią nawę boczną kaplica, natomiast od strony zachodniej — podobna zakrystia. Wieża w przyziemiu mieści kruchtę, którą wchodzi się do nawy głównej. Od strony wschodniej przylega do niej druga, boczna kruchta, którą wchodzi się bezpośrednio do wschodniej nawy bocznej. Po drugiej, zachodniej stronie do wieży jest dostawiona kaplica otwierająca się na zachodnią nawę boczną. Nad dwuspadowym dachem, pokrywającym świątynię, jest umieszczona wieżyczka na sygnaturkę. Ściany świątyni opięte są przyporami.